# 胡剛剛
胡剛剛（1984年3月23日—），作家，畫家，美國賓夕法尼亞大學畢業。代表作品為〈邊界〉、〈控制〉及〈Journey with you〉。

## 生平
胡剛剛出生於北京市，籍貫四川璧山，祖父是舞蹈理論家及編導胡果剛，祖母是舞蹈教育家尹佩芳，高祖父是晚清狀元夏同龢的老師、翰林學士胡安銓。2002年，胡剛剛畢業於北京師範大學附屬中學，後赴北京科技大學管理系進修，取得管理學學士學位，再於美國賓夕法尼亞大學取得理學碩士學位。現為IT人士，兼任《留學生》雜誌專欄作家。
大學時期，胡剛剛在《Hit輕音樂》雜誌上發表樂評、歌詞翻譯，並完成科幻小說〈控制〉，後息筆。2014年她重返文壇，以英文詩〈Journey with you〉獲杜伊諾城堡國際詩歌獎，並連獲兩屆青年文學獎，連獲三屆漢新文學獎，被《漢新月刊》特別報道，受到北美華文文壇關注。2019年，胡剛剛的散文集《成長碎片》獲第三十二屆梁實秋文學獎散文創作類文化部首獎。
胡剛剛曾受邀出席第一屆、第二屆北阿拉巴馬國際藝術節，作為特色藝術家接受《世界日報》專訪。2019年，她的作品《等候》入圍國際藝術家大獎賽，並在第九屆臺北新藝術博覽會中展出。自2021年3月31日，她的漫畫系列《鋼珠語錄》開始在《國際日報》副刊連載。

## 主要作品

### 散文集
| 年度 | 書名     | 出版社           |
| 2021 | 《邊界》 | 北京時代華文書局 |
| 2023 | 《珍弆》 | 太白文藝出版社   |

### 漫畫集
| 年度 | 書名          | 出版社           |
| 2022 | 《鋼珠語錄》  | 黑龍江美術出版社 |
| 2022 | 《鋼珠語錄2》 | 黑龍江美術出版社 |

### 散文
| 年度 | 篇名                                     | 出版物             | 備註                                           |
| 2016 | 〈雪之痕〉                               | 《世界日報》       | 副刊，11月17日                                 |
| 2018 | 〈未成年剖辨〉                           | 《世界日報》       | 副刊，11月13日，11月14日，原標題〈未成年隨想〉 |
| 2019 | 〈擬態〉                                 | 《僑報》           | 副刊，3月2日                                   |
| 2019 | 〈模擬靜寂〉                             | 《世界日報》       | 副刊，4月15日                                  |
| 2019 | 〈孩童遊戲〉                             | 《香港文學》       | 散文，2019年5月號總第413期                     |
| 2019 | 〈微型戰爭〉                             | 《世界日報》       | 副刊，5月6日，5月7日                           |
| 2019 | 〈邊界〉                                 | 《鹿鳴》           | 世相，2019年第6期                              |
| 2019 | 〈時差〉                                 | 《世界日報》       | 副刊，10月31日，原標題〈懺情錄〉               |
| 2019 | 〈逃逸〉                                 | 《國際日報》       | 世界文化之窗，12月21日                         |
| 2020 | 〈偏航〉                                 | 《聯合報》         | 副刊，1月28日                                  |
| 2020 | 〈紫〉                                   | 《聯合報》         | 副刊，4月17日                                  |
| 2020 | 〈肖像〉                                 | 《香港文學》       | 散文，2020年6月號總第426期                     |
| 2020 | 〈某日〉                                 | 《聯合報》         | 副刊，8月13日，8月14日                         |
| 2020 | 〈與君書——量子糾纏〉（〈微觀告白〉節選） | 《世界日報》       | 副刊，8月18日                                  |
| 2020 | 〈與君緣——共軛〉（〈微觀告白〉節選）     | 《國際日報》       | 世界文化之窗，11月21日                         |
| 2021 | 〈鶩沒〉                                 | 《世界日報》       | 副刊，1月14日，1月15日                         |
| 2021 | 〈只有你知道〉                           | 《世界日報》       | 副刊，8月26日                                  |
| 2021 | 〈平衡〉                                 | 《香港文學》       | 美國華文作家散文專輯，2021年12月號總第444期    |
| 2022 | 〈不讓你知道〉                           | 《世界日報》       | 副刊，1月14日                                  |
| 2022 | 〈頓筆之處即安眠〉                       | 《聯合報》         | 副刊，2月15日                                  |
| 2022 | 〈但願你知道〉                           | 《聯合報》         | 副刊，5月12日                                  |
| 2022 | 〈如果你知道〉                           | 《國際日報》       | 世界文化之窗，9月2日                           |
| 2022 | 〈病中乱语〉                             | 《世界日報》       | 副刊，10月22日                                 |
| 2022 | 〈這裡曾是我的遊樂場〉                   | 《世界日報》       | 副刊，12月1日                                  |
| 2022 | 〈魚與熊掌〉                             | 《聯合報》         | 副刊，12月13日，12月14日                       |
| 2023 | 〈搖擺之間〉                             | 《火寺Ra Poetry》  | 第五期，2023年8月                              |
| 2023 | 〈無尾熊的解藥〉                         | 《世界日報》       | 副刊，9月26日                                  |
| 2023 | 〈成語的誘惑〉                           | 《人民日報》海外版 | 華文作品，10月21日                             |
| 2024 | 〈碎片〉                                 | 《聯合報》         | 副刊，1月9日，1月10日                          |
| 2024 | 〈爬树记〉                               | 《聯合報》         | 副刊，2月12日                                  |
| 2024 | 〈世界知道你來過〉                       | 《中華日報》       | 副刊，4月16日                                  |
| 2024 | 〈陪自己〉                               | 《聯合報》         | 副刊，6月11日，6月12日                         |
| 2024 | 〈結緣閨房攝影〉                         | 《中華日報》       | 副刊，10月5日                                  |
| 2024 | 〈美從自審來〉                           | 《中華日報》       | 副刊，10月7日                                  |
| 2024 | 〈感受細節之美〉                         | 《世界日報》       | 副刊，10月27日                                 |
| 2025 | 〈煙波祭華年〉                           | 《中華日報》       | 副刊，2月14日                                  |

### 短篇小說
| 年度 | 篇名                   | 出版物       | 備註                        |
| 2020 | 〈惰性〉               | 《世界日報》 | 小說世界，2月27日-3月6日    |
| 2020 | 〈隱者〉               | 《世界日報》 | 小說世界，4月12日-4月25日   |
| 2020 | 〈失調〉               | 《世界日報》 | 小說世界，7月13日-7月18日   |
| 2021 | 〈無關欺騙〉           | 《世界日報》 | 小說世界，2月17日-2月28日   |
| 2021 | 〈尋覓〉               | 《世界日報》 | 小說世界，3月25日-4月17日   |
| 2022 | 〈吠雪〉               | 《世界日報》 | 小說世界，9月13日-10月3日   |
| 2022 | 〈即使，你喜歡我〉     | 《世界日報》 | 小說世界，11月27日-12月8日  |
| 2023 | 〈停刊三部曲〉         | 《世界日報》 | 小說世界，6月27日           |
| 2023 | 〈寫，寫！寫？〉       | 《世界日報》 | 小說世界，11月1日，11月2日  |
| 2023 | 〈與親人的持久戰〉     | 《世界日報》 | 小說世界，11月28日-12月12日 |
| 2024 | 〈塑膠友情〉           | 《世界日報》 | 小說世界，3月18日-3月20日   |
| 2024 | 〈有志青年談婚論嫁〉   | 《世界日報》 | 小說世界，5月14日-5月19日   |
| 2024 | 〈我好像聽過你的聲音〉 | 《世界日報》 | 小說世界，11月13日-11月21日 |

### 合著
| 年度 | 篇名                 | 書名                                               | 出版社                   | 備註                              |
| 2015 | 〈Journey with you〉 | 《DOPO IL VIAGGIO Poesie/After the Journey Poems》 | Ibiskos Editrice Risolo  | edited by Gabriella Valera Gruber |
| 2016 | 〈與夢重逢〉         | 《夢想照進心靈》                                   | 花城出版社               | 中國世界華文文學學會/編           |
| 2017 | 〈控制〉             | 《幻境工程師》                                     | 上海科學技術文獻出版社   | 與郝景芳等/合著                   |
| 2018 | 〈且行且珍惜的夢想〉 | 《中國當代散文精選》                               | 作家出版社               | 沈裕慎、戴三星/主編               |
| 2019 | 〈Mask〉             | 《Upon Arrival: Compass》                          | Eber & Wein Publishing   | edited by John T. Eber Sr.        |
| 2019 | 〈印象〉             | 《故鄉的雲》                                       | 浙江文藝出版社           | 與張翎等/合著                     |
| 2019 | 〈水·生〉            | 《南國的詩歌誌》                                   | 四川數字出版傳媒有限公司 | 楊靜、陳輝/主編                   |
| 2019 | 〈Y〉                | 《中國當代漢詩精選》                               | 作家出版社               | 戴三星、易傳寶、沈裕慎/主編       |
| 2020 | 〈時差〉             | 《2019北美中文作家作品選》                         | 美國龍出版               | 北美中文作家協會/主編             |
| 2021 | 〈寵逝〉             | 《海外華人詩歌精選》                               | 芝加哥學術出版社         | 徐英才、冰花/主編                 |

## 獲獎
- 2014年，以〈與君夜行〉獲第四十一屆香港青年文學獎新詩高級組優異獎
- 2014年，以〈夢裡的容顏〉獲首屆廣東花地文學獎詩歌類三等獎[20]
- 2014年，以〈標本〉獲第二十二屆北美漢新文學獎新詩組佳作獎[21]
- 2015年，以〈認知發展釋例〉獲四十二屆香港青年文學獎散文高級組亞軍
- 2015年，以〈Journey with you〉獲第十一屆意大利杜伊諾城堡國際詩歌獎[5]
- 2015年，以〈控制〉獲第二十三屆北美漢新文學獎小說組冠軍[22]
- 2015年，以〈水·生〉獲第二十三屆北美漢新文學獎新詩組亞軍[22]
- 2015年，以〈密碼〉獲第二十三屆北美漢新文學獎散文組季軍[22]
- 2016年，以〈威威與我〉獲第五屆臺中文學獎小說類佳作獎[23]
- 2016年，以〈七年祭日〉獲第二十四屆北美漢新文學獎新詩組季軍[24]
- 2016年，以〈成長碎片〉獲第二十四屆北美漢新文學獎散文組佳作獎[25]
- 2018年，以〈櫻花祭〉獲首屆《當下月刊》全國徵文大賽入圍獎（散文隨筆組）[26]
- 2019年，以〈無色系〉獲第二十七屆北美漢新文學獎散文組季軍[27]
- 2019年，以《成長碎片》散文集獲第三十二屆梁實秋文學獎散文創作類文化部首獎[7][8]
- 2020年，以〈寫給看不見的你〉（原標題〈與君同——多世界詮釋〉，〈微觀告白〉節選）獲第二十八屆北美漢新文學獎散文組佳作獎[28]
- 2021年，以〈櫻花祭〉獲第十五屆PSI－新語絲網絡文學獎三等獎[29]
- 2022年，以《邊界》散文集獲僑聯總會海外華文著述獎散文類佳作[30]
- 2022年，以《邊界》散文集入圍第四屆三毛散文獎[31]
- 2023年，以〈辭色撩人〉獲第五屆「祖國頌」世界華語文學徵文散文上榜作品[32]
- 2024年，以《珍弆》散文集獲第二屆劉成章散文獎黑馬獎[33]
- 2024年，以《珍弆》散文集獲僑聯總會海外華文著述獎散文類佳作[34]
- 2024年，以《珍弆》散文集入圍第五屆三毛散文獎[35]
- 2025年，以《邊界》散文集獲第三十三屆「東麗杯」孫犁散文獎[36]

## 外部連結
- 官方网站
- 胡剛剛 - 北美中文作家協會
- 胡剛剛 - facebook